# Рос-он-Си
Рос-он-Си (англ. Rhos-on-Sea), валлийское название Лландрилло-ин-Рос (валл. Llandrillo-yn-Rhos, или Rhos или Llandrillo; не путать с Лландрилло, Денбишир) — морской курорт в городе-графстве Конуи в Уэльсе.
Рос-он-Си расположен в одной миле к северу по побережью от города Колуин-Бэй и фактически является пригородом последнего. По данным переписи 2001 года курорт имеет население 7110 человек. Рос-он-Си получил своё название от имени древнего кантрева Рос, некогда зависимого королевства в составе Гвинеда.
Местность Рос-он-Си была населённой как минимум с железного века. 
До настоящего времени сохранились остатки форта на холме Брин-Эйрин, известного также как Динерт. 
В XIII веке этими землями владел Эднивед Вихан, сенешаль Лливелина Последнего, построивший здесь замок на холме Брин-Эйрин, манор Ллис-Эйрин и приходскую церковь Святого Трилло. От замка ничего не сохранилось, но остались фрагменты двора и церкви после их реконструкции в XV—XVI веках.
Рос-он-Си также известен, как место предполагаемого отплытия принца Мадога, сына Оуйана Гвинеда, в его легендарное путешествие, во время которого он якобы открыл Америку в 1170 году.

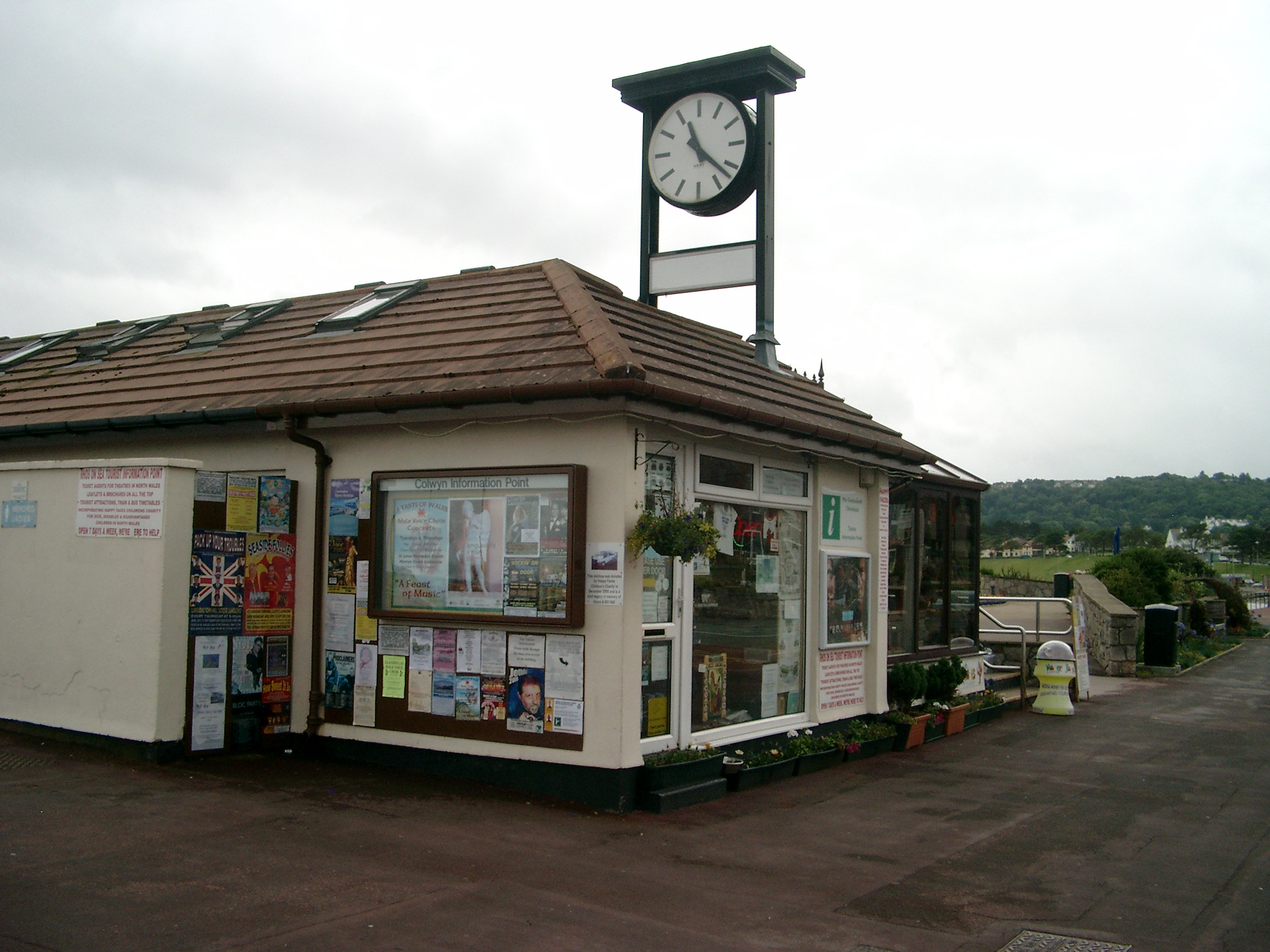
Туристический центр Рос-он-Си
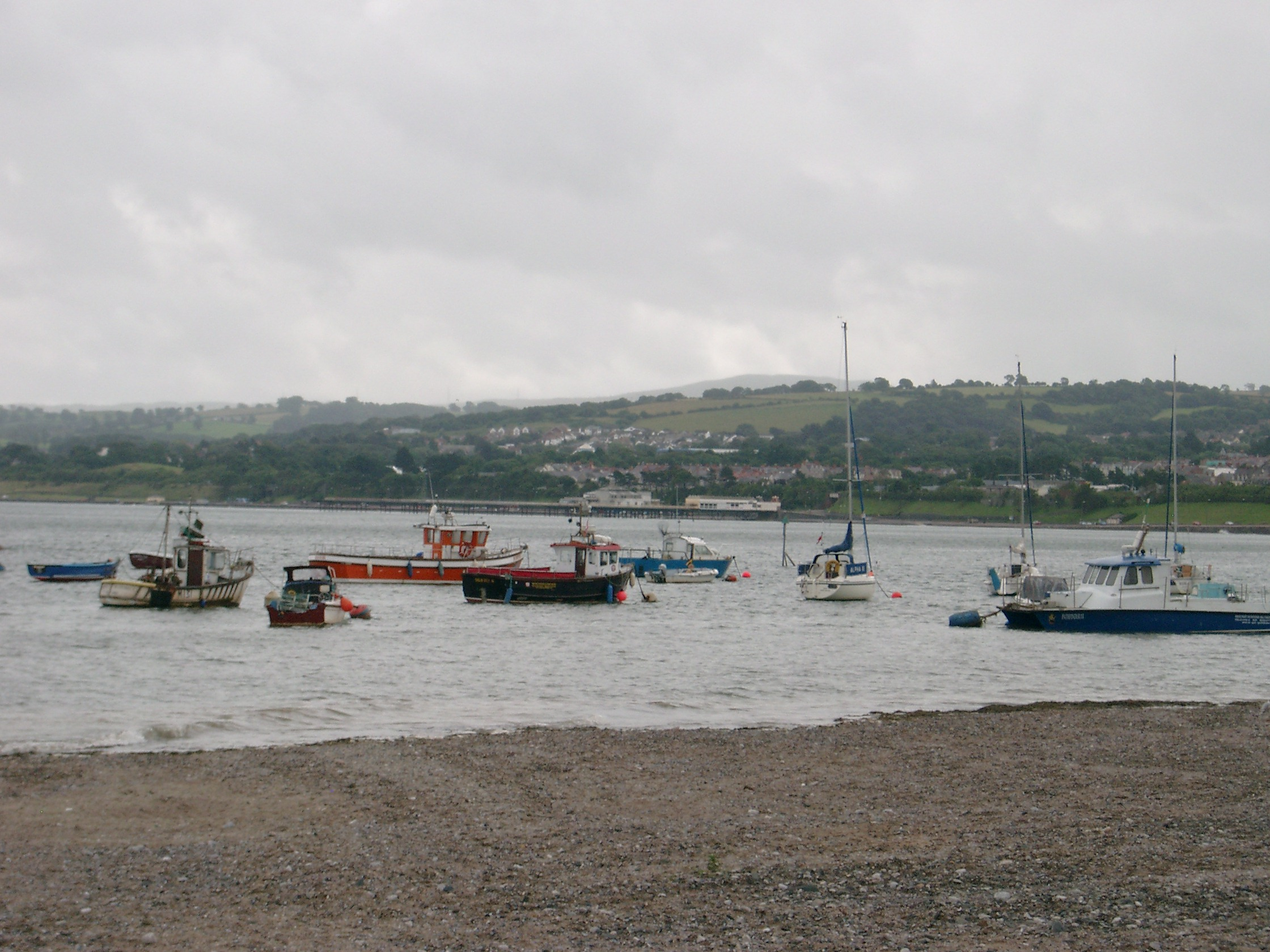
Лодки в гавани Рос-он-Си
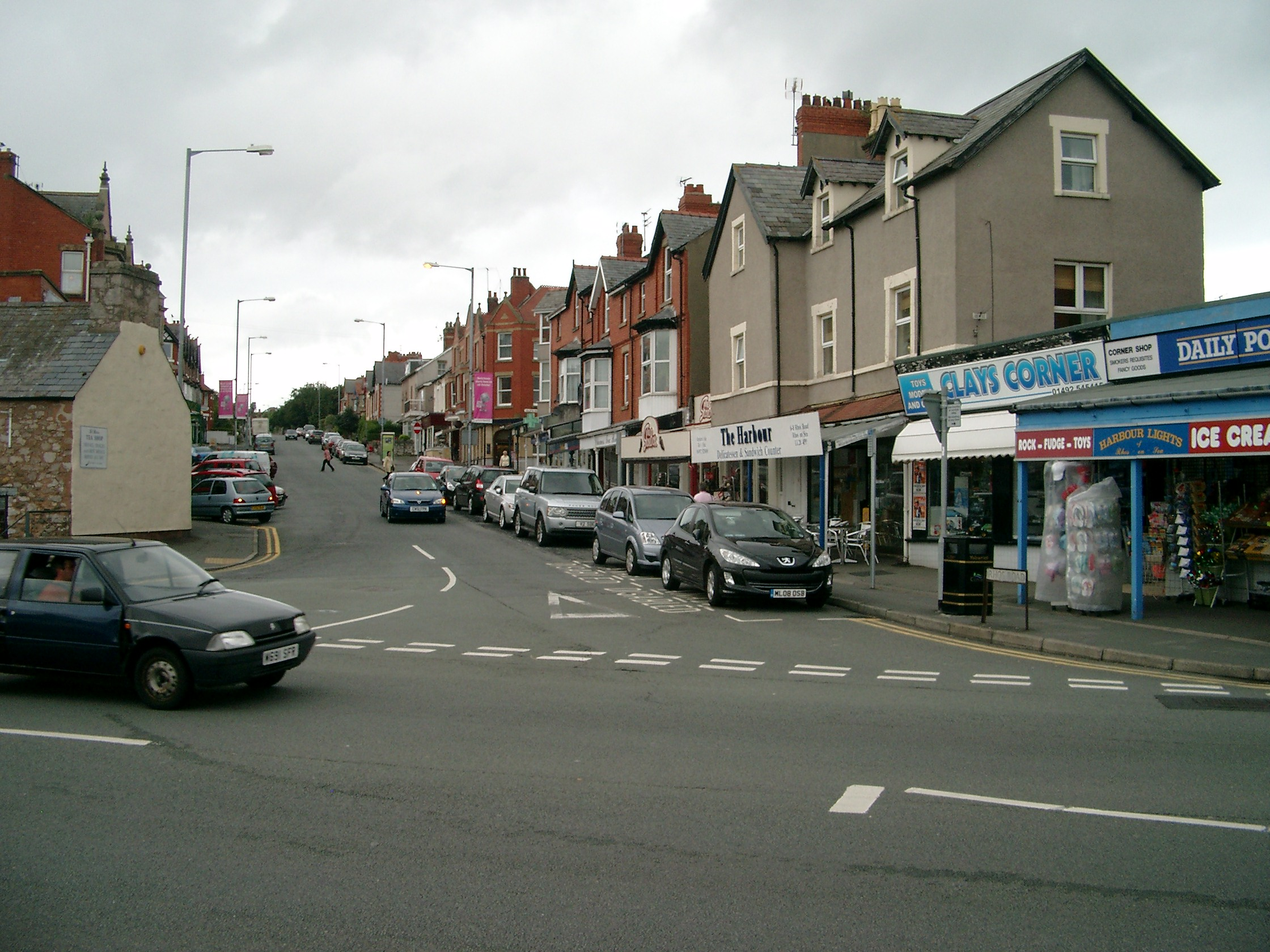
Улица в Рос-он-Си